# Sámuel ibn Tibbon
Samuel ben Júda ibn Tibbon (héberül: שמואל בן יהודה אבן תבון, arabul: ابن تبّون), gyakran csak Sámuel ibn Tibbon (Lunel, 1150/1160 körül – Marseille, 1230 körül) középkori franciaországi zsidó filozófus és műfordító.
Júda ibn Tibbon fiaként született Lunelben. Fiatalon több területet járt be, végül Marseille-ben telepedett le. Bár írt egy filozófiai kommentárt a Kohelet könyvéhez és a Genezis 1. fejezetéhez, elsősorban – édesapjához hasonlóan – fordítói munkássága révén vált híressé. Arabul író zsidó szerzők (pl. Maimonidész) mellett eredeti arab filozófiai és orvosi írókat (pl. Ali ibn Ridván) is fordított. Fia, Mózes ibn Tibbon ugyancsak jelentős középkori író.